# NGC 3899
NGC 3899 (NGC 3912) é uma galáxia espiral barrada (SBb) localizada na direcção da constelação de Leo. Possui uma declinação de +26° 28' 49" e uma ascensão recta de 11 horas, 50 minutos e 04,5 segundos.
A galáxia NGC 3899 foi descoberta em 6 de Abril de 1785 por William Herschel.